# Sharon Springs, Kansas
Sharon Springs är administrativ huvudort i Wallace County i delstaten Kansas. Orten har fått sitt namn efter Sharon Springs, New York. Enligt 2010 års folkräkning hade Sharon Springs 748 invånare.